# جون رودريك ماكدونالد
جون رودريك ماكدونالد هو كاهن كاثوليكي كندي، ولد في 9 يوليو 1891 في Port Hood, Nova Scotia ‏ في كندا، وتوفي في 18 ديسمبر 1959.